# Piemonština
Piemonština je jazyk používaný zejména v regionu Piemont v Severozápadní Itálii. Většina lingvistů se shoduje na tom, že jde o samostatný jazyk, nicméně v samotné Itálii je někdy považován spíše za nářečí italštiny. Kromě Piemontu se jazyk používá také v severozápadní části Ligurie a v nejzápadnějších částech Lombardie.
Italskou vládou je jazyk uznáván jen jako nářečí. Lokální vláda v provincii Piemont jazyk sice uznává, ale ve formální komunikaci je v regionu používána italština.
Kromě severozápadní Itálie se jazyk díky emigraci Italů rozšířil také do několika míst v Argentině a Brazílii.

## Ukázka jazyka na číslovkách
| číslo | piemonština      | číslo | piemonština | číslo | piemonština | číslo | piemonština |
| ----- | ---------------- | ----- | ----------- | ----- | ----------- | ----- | ----------- |
| 1     | un               | 11    | ondes       | 30    | tranta      | 200   | dosent      |
| 2     | doi (m), doe (f) | 12    | dodes       | 40    | quaranta    | 300   | tersent     |
| 3     | trei             | 13    | terdes      | 50    | sinquanta   | 400   | quatsent    |
| 4     | quatr            | 14    | quatordes   | 60    | sessanta    | 500   | sinchsent   |
| 5     | sinch            | 15    | quindes     | 70    | stanta      | 600   | sessent     |
| 6     | ses              | 16    | sedes       | 80    | otanta      | 700   | setsent     |
| 7     | set              | 17    | disset      | 90    | novanta     | 800   | eutsent     |
| 8     | eut              | 18    | diseut      | 100   | sent        | 900   | neuvsent    |
| 9     | neuv             | 19    | disneuv     | 101   | sent e un   | 1000  | mila        |
| 10    | des              | 20    | vint        | 110   | sentdes     |       |             |